# Rastertunnelmikroskop

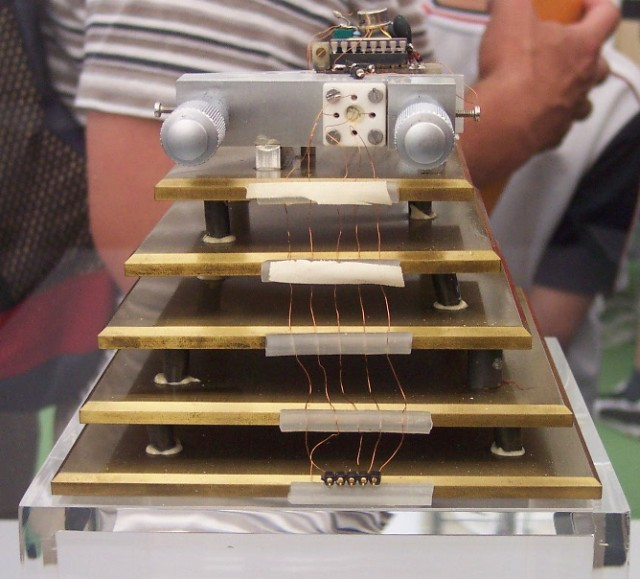
Rastertunnelmikroskop auf Schwingungsisolation

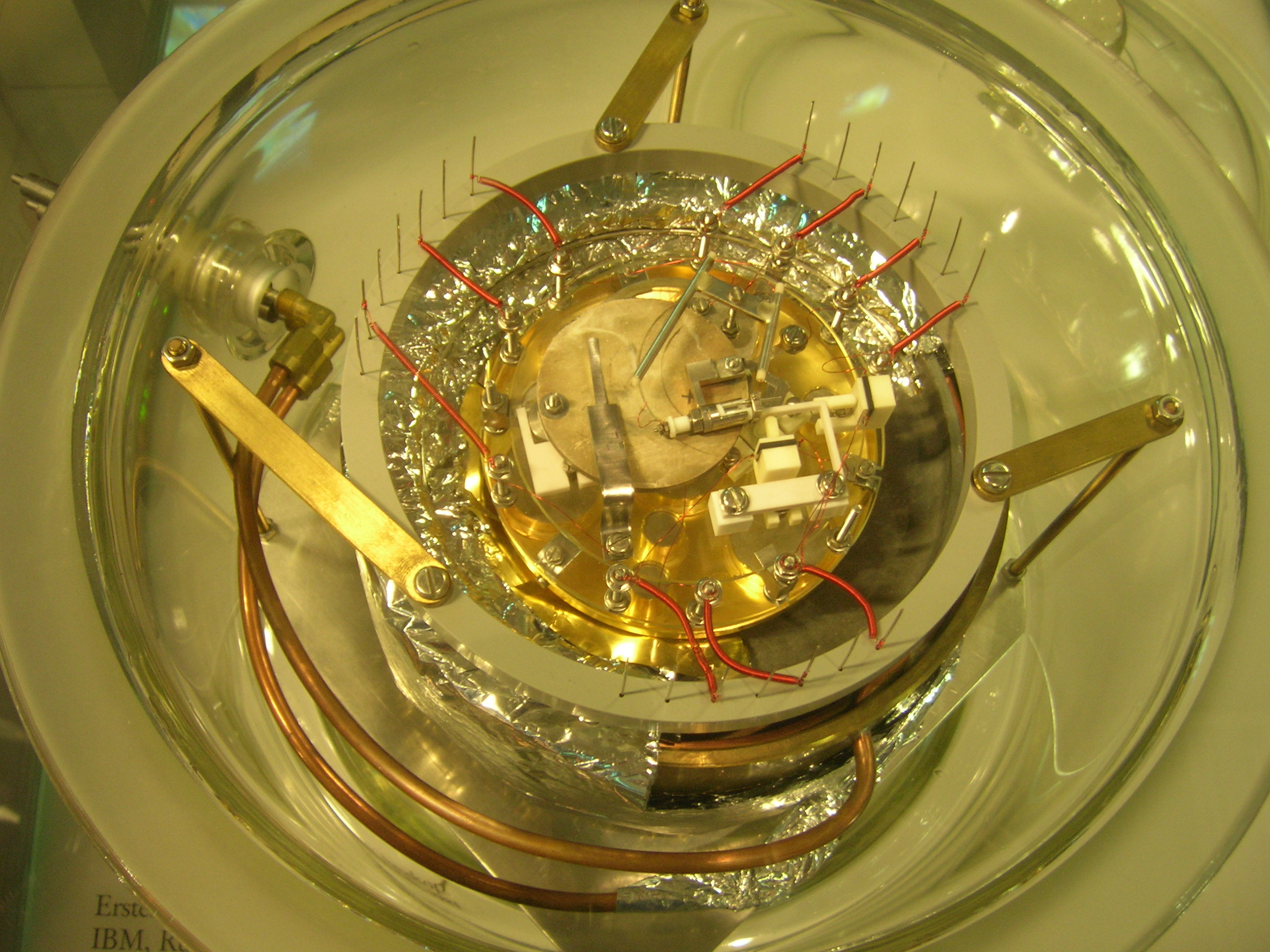
Das erste Rastertunnelmikroskop von Binnig und Rohrer

Das Rastertunnelmikroskop (abgekürzt RTM, englisch scanning tunneling microscope, STM) gehört zu den Techniken der Rastersondenmikroskopie (engl. scanning probe microscopy, SPM), welche es ermöglichen, die Flächen gleicher Elektronenzustandsdichte von Oberflächen abzubilden. Das Funktionsprinzip des RTMs basiert auf dem quantenmechanischen Tunneleffekt.
Bei einer angelegten Spannung zwischen einer feinen Spitze und einer Oberfläche führt dies bei einem ausreichend kleinen Abstand zu einem messbaren Tunnelstrom. Die Grundvoraussetzung für diese Art der Rastersondenmikroskopie sind eine elektrisch leitende Probe und eine elektrisch leitende Tunnelspitze. Rastert man nun zeilenweise über die Oberfläche und misst an jedem Messpunkt den Tunnelstrom, erhält man eine Höhentopographie konstanter Elektronendichte. Diese erlaubt einen Rückschluss auf die tatsächliche Oberflächenstruktur bis zur atomaren Auflösung.

## Funktionsweise

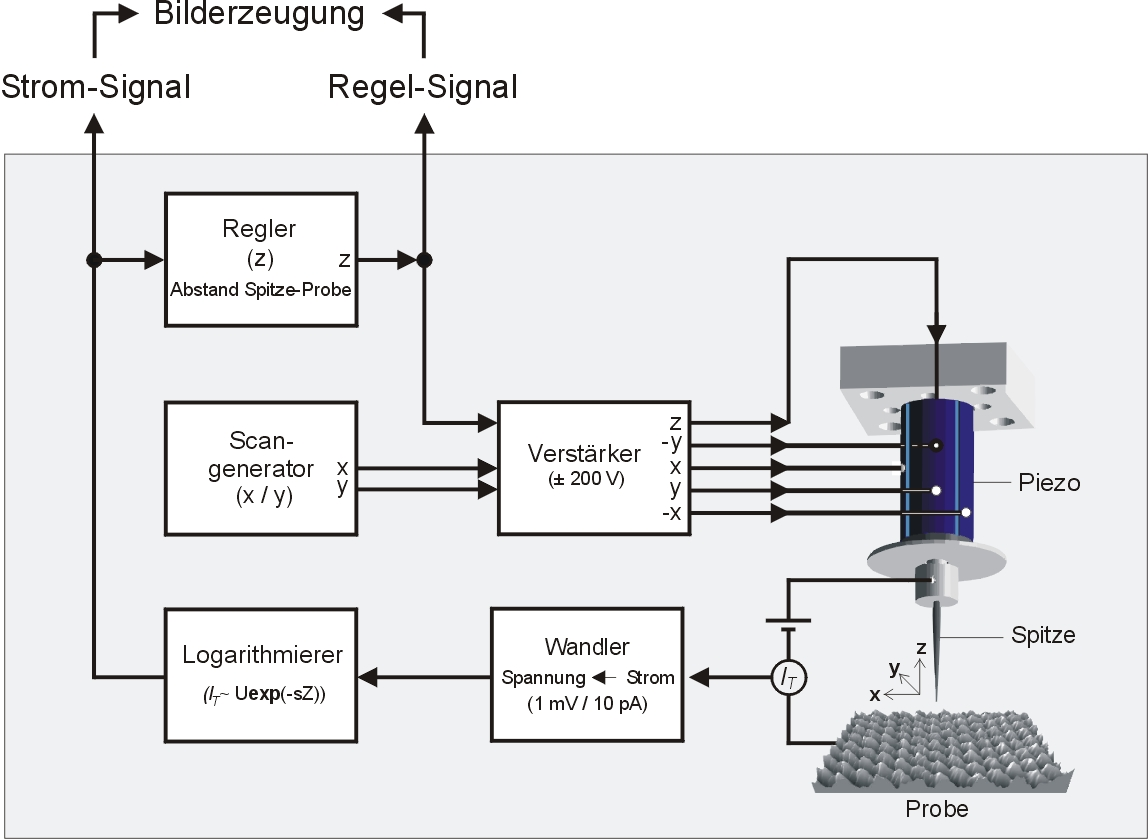
Funktionsprinzip des RTM

Bei der rastertunnelmikroskopischen Messung wird eine elektrisch leitende Sonde, in Form einer feinen Spitze, systematisch in einem Raster über das ebenfalls leitende Untersuchungsobjekt gefahren. Der Abstand zwischen Spitze und Objekt ist dabei außerordentlich klein (Nanometer), aber nicht null. Zwischen der Oberfläche und der Spitze wird eine elektrische Spannung angelegt. Aufgrund des Abstandes gibt es aber noch eine Potentialbarriere, die die Elektronen nicht überwinden können. Aufgrund des auftretenden Tunneleffektes ist dennoch ein kleiner Strom messbar. Dieser ist sehr empfindlich für kleinste Abstandsänderungen, da die Tunnelwahrscheinlichkeit mit dem Abstand exponentiell abnimmt. Liegt nun auf der Oberfläche eine topographische Erhöhung vor, kann diese durch ein Ansteigen im Tunnelstrom registriert werden. Durch das Abrastern der Probe kann so ein zweidimensionales Bild erzeugt werden.
Der Tunneleffekt zwischen zwei Metallen, die durch eine dünne Oxidschicht separiert sind, wurde 1961 von John Bardeen mit Hilfe der zeitabhängigen Störungstheorie erster Ordnung (Fermis Goldene Regel) erklärt. Überträgt man diese Theorie auf die Rastertunnelmikroskopie, so ist eine atomar genaue Kenntnis der Spitze notwendig, um die gemessenen Bilder zu interpretieren. Eine wesentliche Vereinfachung stellt die sogenannte Tersoff-Hamann-Theorie dar, die den Einfluss der Spitze auf die Messung vernachlässigt und Aussagen über die elektronische Struktur der Probe liefert (im Wesentlichen über die lokale elektronische Zustandsdichte im Oberflächenbereich). Die Spitze wird dabei als ein Metallatom mit linearer elektronischer Zustandsdichte und kugelsymmetrischen s-Wellenfunktionen angenommen. Eine Erweiterung dieser Theorie lieferte C. Julian Chen, der komplexere Spitzengeometrien berechnete. Eine wirklich dreidimensionale Theorie zum Rastertunnelmikroskop ist zwar analytisch aufstellbar, jedoch in der Regel kaum lösbar und damit von untergeordneter Bedeutung. Dreidimensionale Systeme können nur näherungsweise numerisch berechnet werden, meist unter der Zuhilfenahme mehrerer abgeschätzter Parameter. Simulationen von RTM-Bildern von organischen Molekülen auf Oberflächen sind durch Überlagerungen von besetzten bzw. unbesetzten Molekülorbitalen der Moleküle im Vakuum möglich, die man zum Beispiel aus der Dichtefunktionaltheorie erhält.
Der Tunnelstrom an der Spitze ist abhängig von der Austrittsarbeit {\displaystyle \Phi } der Elektronen und fällt exponentiell mit dem Abstand {\displaystyle d} zwischen Probe und Spitze ab. In erster Näherung  gilt:
{\displaystyle I_{\scriptstyle {\text{tun}}}\sim \exp {\left(-2d{\sqrt {2m_{\text{e}}\Phi /\hbar ^{2}}}\ \right)}\approx \exp {\left(-10{,}25\cdot {\sqrt {\frac {\Phi }{\mathrm {eV} }}}\cdot {\frac {d}{\mathrm {nm} }}\right)}}
Hier ist {\displaystyle m_{\text{e}}} die Elektronenmasse und {\displaystyle \hbar } die reduzierte Planck-Konstante. Daraus ergibt sich eine starke Abhängigkeit des Tunnelstrom von dem Abstand: Bei einer Austrittsarbeit von 5 eV ändert sich der Strom bei einer Abstandsänderung um 0,1 nm (etwa 1/3 bis 1/2 Atomdurchmesser) um etwa einen Faktor 10.

Die Ortsabhängigkeit des Tunnelstroms spiegelt die Faltung der realen Topographie mit elektronischen Eigenschaften wider. Eine dreidimensionale Auftragung suggeriert dabei einen Blick auf die Oberflächentopografie, bildet aber exakterweise die Höhentopografie konstanter Elektronendichte ab.

## Experimentelle Randbedingungen

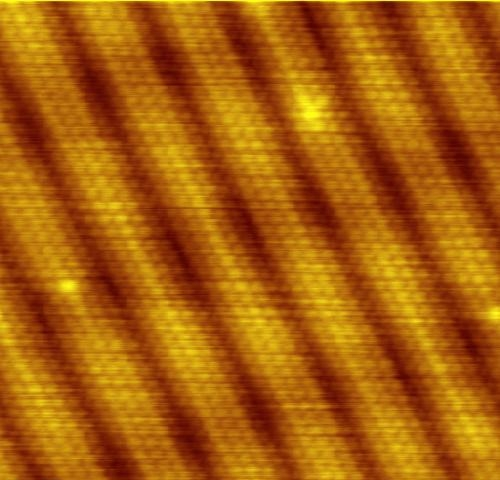
RTM-Messung einer rekonstruierten (100)-Fläche eines Au-Einkristalls

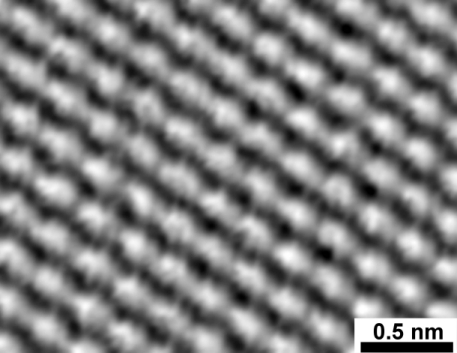
RTM-Aufnahme einer Graphitoberfläche in atomarer Auflösung

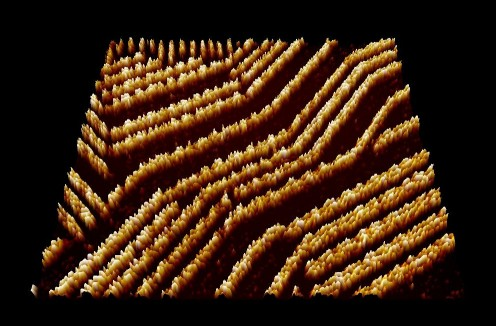
RTM-Aufnahme von selbstassemblierten Molekülketten

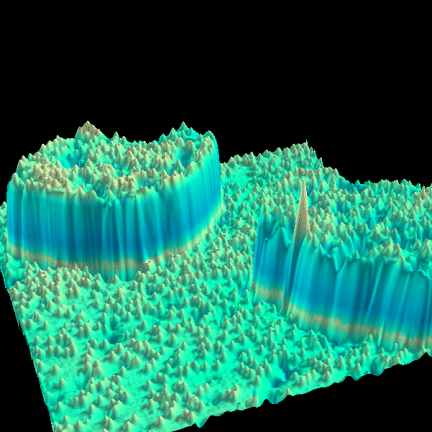
Rastertunnelmikroskopische Aufnahme von Verunreinigungen einer Eisenkristalloberfläche mit Chromatomen (kleine Spitzen)

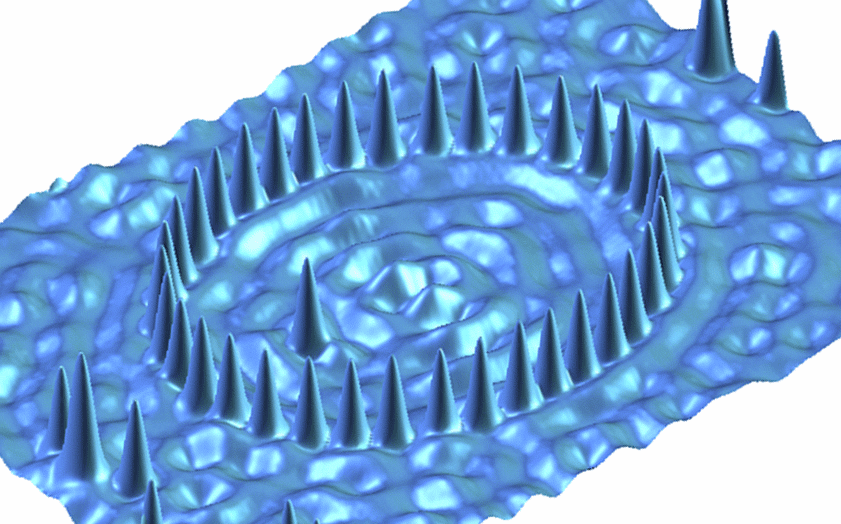
Rastertunnelmikroskopische Aufnahme von Cobalt Atomen auf einer Kupferoberfläche. Nennenswert sind die kreisförmigen Wellen innerhalb des Kreises, die nicht Teil der Oberfläche sind, sondern durch die Elektronen der Cobalt Atome entstehen.

Da das Prinzip der Rastertunnelmikroskopie auf der Messung eines Stromflusses zwischen der Probe und der Spitze des Rastertunnelmikroskops beruht, können nur elektrisch leitende Proben (Metalle, Halbleiter oder Supraleiter) direkt untersucht werden. Nicht leitende Proben zeigen zwar ebenfalls Tunnelphänomene, der Tunnelstrom kann jedoch nicht durch die Probe an die Gegenkathode gelangen und gemessen werden. Daher müssen sie vorher mit einer feinen elektrisch leitenden Schicht bedampft werden (Graphit, Chrom oder Gold), welche am Rand der Probe Kontakt zur Probenhalterung hat. Eine weitere Möglichkeit ist die Untersuchung sehr dünner Schichten eines Nichtleiters auf einem leitenden Substrat.
Da ein sehr kleiner Tunnelstrom (typ. 1 pA bis 10 nA) sensitiv schon auf Änderungen von hundertstel Nanometer reagiert, muss der Spitze-Probe-Abstand von typ. 0,5–1 nm auf weniger als 1 % Abweichung stabilisiert werden. Daher finden je nach gewünschter Präzision verschiedene Techniken zur Isolation Verwendung:
Thermische Isolation: Temperaturvariationen führen aufgrund der verschiedenen thermischen Ausdehnungskoeffizienten verwendeter Materialien zu störenden Modulationen des Spitze-Probe-Abstandes. Im CCM (constant current mode) führen diese zu Verzerrungen. In Modi, bei denen keine Regelschleife zur Regulation des Abstandes verwendet werden wie im CHM (constant height mode) oder während der Spektroskopie, können auch oberflächenzerstörende Spitze-Probe-Kontakte stattfinden.
Akustische Isolation: Durch Schallwellen können mechanische Teile zum Schwingen angeregt werden, die entweder den Spitze-Probe-Abstand modulieren, oder durch Kapazitätsänderungen im stromführenden Kabel das Messsignal stören. Durch Verwendung von Schallisolierung oder Schallboxen kann dieser Einfluss reduziert werden.
Mechanische Isolation: Ein stark störender Einfluss sind mechanische Schwingungen, die durch das Gebäude über den Aufbau ins System getragen werden. Diese Schwingungen können durch den Einsatz von aktiven und passiven (Luftfeder-)Füßen, durch Federaufhängung, oder einer magnetischen Wirbelstrombremse reduziert werden. Oft werden Kombinationen aus verschiedenen Techniken verwendet, da die Filtereigenschaften variieren. Wirbelstrombremsen eignen sich zur Dämpfung schneller Schwingungen (> 1 kHz), während aktiv geregelte Dämpfungsaufbauten insbesondere bei Aufbauten in höheren Etagen hoher Gebäude geeignet sind, niederfrequente (< 1 Hz) Störungen durch Gebäudeschwingungen zu minimieren.
Die Tunnelspannungen zwischen Spitze und Probe betragen in der Regel wenige Millivolt bis zu einigen Volt. Die untere Grenze ist dabei durch die Temperatur bzw. durch das thermische Rauschen bestimmt (Raumtemperatur ca. 50 mV). Bei Raumtemperatur ist zudem die maximale Spannung durch gasförmige Teilchen bestimmt, die in die Tunnelbarriere eintreten können. So treten ab ca. 2 V kurzzeitige Stromspitzen auf, die die Oberfläche nachhaltig zerstören. Bei tiefen Temperaturen und innerhalb eines Vakuumsystems können aber problemlos auch sehr hohe Spannungen jenseits von 100 V angelegt werden, wobei der Übergang des Tunnelstroms in einen Feldemissionstrom beobachtet werden kann.
Sowohl die zu untersuchende Oberfläche als auch die benutzte Spitze müssen an der Oberfläche elektrisch leitend sein. Besteht die zu untersuchende Oberfläche aus Metallen, die an Luft oxidieren können (zum Beispiel Kupfer, Silicium oder Silber), ist die Rastertunnelmikroskopie im Ultrahochvakuum durchzuführen, was einen nicht zu unterschätzenden technischen Aufwand bedeutet. Als Oberflächen, die dagegen unter Normalbedingungen verwendet werden können, kommen leitfähige Schichtkristalle wie Graphit oder Vertreter der schichtkristallinen Übergangsmetall-Dichalkogenide wie Molybdändisulfid (MoS2), Tantal(IV)-sulfid (TaS2) oder Tantal(IV)-selenid (TaSe2) in Frage. Eine frische, atomar glatte Oberfläche lässt sich bei diesen Schichtkristallen einfach durch Abziehen der obersten Schichten mit einem Klebeband erreichen, da die einzelnen Schichten nur über relativ schwache Van-der-Waals-Wechselwirkungen verbunden sind.
Die Bewegung der Spitze relativ zur Probenoberfläche wird mit Hilfe von piezoelektrischen Keramiken bewerkstelligt. Diese lassen eine hochpräzise Kontrolle im Sub-Nanometer-Maßstab über angelegte elektrische Spannungen zu.
Die Sonde selbst besteht meist aus Wolfram, Platinlegierungen oder Gold, wobei die Spitze durch elektrolytisches Ätzen hergestellt wird.

## Messmodi
Ein Rastertunnelmikroskop arbeitet mit einem Abstand der Spitze von der Probe bzw. mit einer Auflösung, die geringer als die Wellenlänge der Tunnelelektronen (vergleiche Materiewelle) sind. Wird eine elektrische Spannung (englisch bias oder tunneling bias) zwischen dem Untersuchungsobjekt und der Spitze angelegt, so kann ein Strom, der so genannte Tunnelstrom fließen.
Den drei im folgenden beschriebenen Methoden (CHM-, CCM- und STS-Bilder mit Ausnahme der Punktspektroskopie) ist gemein, dass die Messspitze linienhaft über die Probe bewegt wird, bevor sie seitlich versetzt eine benachbarte Linie erfasst. Hieraus ergibt sich ein Linienraster auf der Oberfläche.

### Modus konstanter Höhe

Die Höhe der Spitze wird konstant gehalten, die Variation des Tunnelstroms wird aufgezeichnet. Es besteht Crash-Gefahr durch grobe Strukturen.

Durch CHM (engl. constant height method) folgt die Spitze einem vorher vorgegebenen Höhenprofil, ohne dass der Probe-Spitze-Abstand durch eine Regelschleife nachreguliert wird. Parallel wird zu jedem Rasterpunkt der Tunnelstrom aufgezeichnet. Dadurch sind direkte Rückschlüsse auf Höhenabhängigkeiten des Tunnelstroms möglich als auch Messartefakte durch die Rückkopplungsschleife im CCM vermeidbar.
Die wesentliche Stärke von CHM liegt in der hohen Abtastrate, die nun nicht mehr durch die Bandbreite der Rückkopplungsschleife, sondern durch die Bandbreite zum Auslesen des Tunnelstroms begrenzt ist.
Vorteilhaft ist die Verwendung von CHM bei der Studie von thermisch induzierter Mobilität von Einzelatomen, chemischen Prozessen, oder von Molekülen bei hohen Prozessgeschwindigkeiten. In all diesen Fällen ändert sich die lokale Geometrie und kann innerhalb von Differenzbildern von schnell aufeinanderfolgenden Aufnahmen (Video-RTM) leicht identifiziert werden.
Nachteilig ist, dass höhere Anforderungen an den experimentellen Aufbau hinsichtlich der Langzeitstabilität gestellt sind. Langsame mechanische Störungen (zum Beispiel Gebäudeschwingungen, Creep und Drift des Piezoantriebs) können zu deutlichen Überhöhungen im Tunnelstrom führen, bis hin zu Spitze-Probe-Berührungen, die lokal die Oberfläche stören.

### Modus konstanten Tunnelstroms

Der Tunnelstrom wird konstant gehalten, die Spitze folgt der Oberfläche.

Eine andere Methode der Abbildung (constant current method, abgekürzt CCM oder constant gap width mode, abgekürzt CGM) beruht darauf, die Höhe der Spitze fortlaufend so zu verändern, dass der Strom konstant bleibt. Dies geschieht über einen elektronischen Regelkreis zur Abstandsregelung. Somit lässt sich nun über die Position der Spitze das dreidimensionale Bild der Oberfläche direkt bestimmen. Die Auflösung ist bei diesem Verfahren so hoch, dass die atomare elektronische Struktur der Oberfläche sichtbar wird. Der Bildkontrast darf jedoch nicht direkt als atomare Struktur verstanden werden. Inzwischen sind mindestens neun verschiedene Kontrastmechanismen bekannt, die die Bildentstehung beeinflussen und bei der Interpretation beachtet werden müssen. Allerdings ist die Methode durch den Regelkreis in ihrer Messgeschwindigkeit begrenzt, die Aufnahme eines Bildes dauert in der Regel das Mehrfache von zehn Sekunden bis zu Stunden. In der Praxis wird meistens dieser Modus benutzt.

### Spektroskopiemodus
Siehe auch Rastertunnelspektroskopie (engl. scanning tunneling spectroscopy, STS).
Da man mit dem Rastertunnelmikroskop, über den Tunneleffekt vermittelt, zunächst die lokale elektronische Struktur der Probenoberfläche misst, kann man es auch direkt zur Bestimmung dieser ausnutzen. Zum Beispiel erscheint ein einzelnes Sauerstoffatom auf einer Oberfläche des Halbleitermaterials Galliumarsenid mal als Mulde und mal als Hügel, je nachdem, ob man positive oder negative Spannung zwischen Spitze und Probe anlegt.
Man kann das ausnutzen, um entweder die energetischen Lagen der Oberflächenzustände an einem Ort der Probe (TS-Spektren an einem Ort, sogenannte Punktspektroskopie) oder die Orte, an denen sich Elektronen bei einer bestimmten Energie (entspricht der Tunnelspannung) aufhalten dürfen (STS-Bilder bei konstanter Tunnelspannung), zu bestimmen. Man muss dazu der Tunnelspannung eine kleine hochfrequente Wechselspannung überlagern und kann dann aus der Ableitung des Stromes nach der Spannung die sogenannte Zustandsdichte errechnen. Die Rastertunnelspektroskopie wird oft bei tiefen Temperaturen von wenigen Kelvin durchgeführt, da die energetische Auflösung über die Fermi-Verteilung von der Temperatur abhängt. Der Spektroskopiemodus ist weiterhin in diverse Untermodi unterteilt.

### Video-Rastertunnelmikroskopie
Bei Scanraten ab einem Bild pro Sekunde spricht man von Video-Rastertunnelmikroskopie. Die Bildrate reicht dabei bis zu 50 Hertz. Mit dieser Methode können je nach System Diffusionsprozesse oder Oberflächenreaktionen in Echtzeit beobachtet werden.

### Line-Scan
Beim Scannen in einer Linie über einer Phasengrenze oder atomaren Stufe, die sich im dynamischen Gleichgewicht mit ihrer Umgebung befindet, kann man sogenannte Pseudobilder (auch: X-t-Scan) messen. Aus diesen Messdaten, bei denen die x-Achse eine zeitliche Angabe und die y-Achse eine Ortsangabe ist, kann man wiederum die Stufenkorrelationsfunktion berechnen, aus der sich Informationen über die Diffusionsprozesse an der entsprechenden Stelle ergeben.

## Abbildungsfehler
Eine Reihe von Einflüssen kann die Abbildungsqualität der rastertunnelmikroskopischen Aufnahmen beeinträchtigen oder begrenzen. Besonders muss auf die Vermeidung von exogenen Vibrationen geachtet werden, wozu beispielsweise Schwingungsisolierungen eingesetzt werden können. Aber auch die Stellglieder für die Rasterung können interne Vibrationen verursachen, die durch die geeignete Wahl der Eigenfrequenzen reduziert werden können. Des Weiteren neigen die eingesetzten piezoelektrischen Materialien sowohl zum Kriechen als auch zur Hysterese, was Ungenauigkeiten bei der Positionsbestimmung verursacht. Diese Materialien haben in der Regel auch eine relativ hohe Temperaturdrift, so dass die Temperatur der gesamten Anordnung während einer Messung möglichst hinreichend konstant gehalten werden sollte. Das Rauschen des Tunnelstroms begrenzt die Genauigkeit der Höhenbestimmung. Daher werden möglichst rauschfreie Strom-Spannungs-Wandler mit der erforderlichen Bandbreite für die auftretenden Frequenzen eingesetzt. Auch die Ablenkspannungen der Aktoren müssen die erforderlichen Genauigkeiten in Hinsicht auf Linearität und Verzögerungszeit aufweisen.

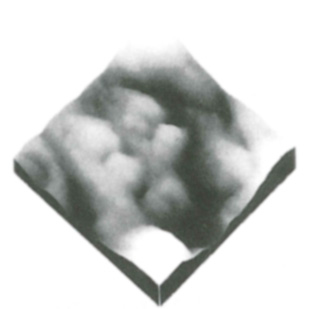
Geisterbild bei einer rastertunnelmikroskopischen Aufnahme einer 75 nm × 75 nm großen Kupferoberfläche

Beim Einsatz von doppelten und mehrfachen Tunnelspitzen kann der Punkt, an dem der Tunnelstrom fließt, zwischen einzelnen Spitzen wechseln, was dann zum Beispiel auch zum mehrfachen, aber versetzten Rastern derselben Probenfläche führen kann. Die gegebenenfalls entstehenden Geisterbilder zeichnen sich durch parallele Strukturen aus.

## Manipulation

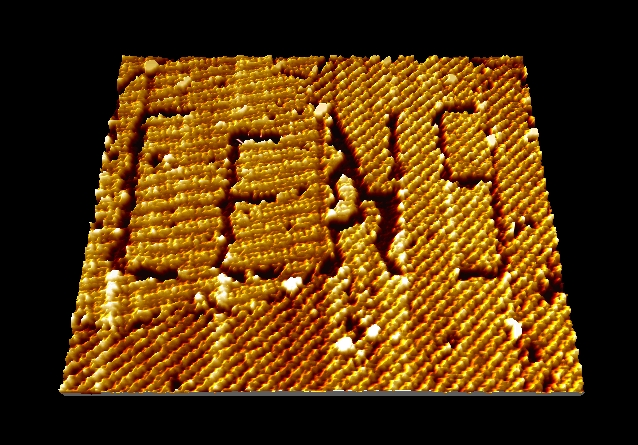
RTM-Nanomanipulation einer selbstassemblierten PTCDA-Moleküllage auf Graphit, in die das Logo des Center for NanoScience (CeNS) geschrieben wurde.

Eine weitere Anwendung des Rastertunnelmikroskops ist die gezielte Veränderung eines Objektes.
Hierbei ist zwischen verschiedenen Veränderungen zu unterscheiden, zwischen der Verschiebung (laterale und vertikale Manipulation) und der Modifikation von Objekten (Dissoziation und strukturelle Modifikation, insbesondere für molekulare Systeme). Dabei werden folgende Prozesse verwendet: Aufbrechen von Bindungen durch lokales Erhitzen und Verschiebung durch Potentialänderung:
Lokales Erhitzen: Insbesondere bei Systemen mit kovalenten Bindungen zum Beispiel innerhalb von Molekülen oder Silicium-Wasserstoff-Bindungen, können Schwingungsmoden durch die tunnelnden Elektronen angeregt werden. Durch die Akkumulation dieser Energie kann letztendlich eine Bindung aufgebrochen werden (bzw. auch geschlossen werden). Da die Lebensdauer entsprechender Anregungen meistens sehr gering sind (fs-ms), kann eine Energieakkumulation durch entsprechend hohe Ströme erreicht werden (Anm. 1 nA ~ 0,1 ns zeitlicher Abstand zweier tunnelnder Elektronen).
Potentialänderung: Zur Verschiebung von Objekten reicht aber auch schon die attraktive oder repulsive Wechselwirkung der Spitze zum Objekt durch dessen Potential. Dabei kann das Potential zusätzlich durch die angelegte Tunnelspannung moduliert werden. Entsprechend kann man bei attraktiver Wechselwirkung Objekte ziehen, bei repulsiver schieben. Bei hinreichender Annäherung der Spitze an das Objekt kann zusätzlich ein Transfer des Objektes von der Probenoberfläche an die Spitze erzeugt werden. In einigen Fällen ist auch der Rücktransfer über eine zusätzliche Verwendung der Tunnelspannung möglich und man spricht von vertikaler Manipulation.
Mit Hilfe dieser Methoden wurde das so genannte atomare Schreiben durchgeführt, das Schriftzüge wie IBM, Logos einzelner Hochschulen oder Landkartenskizzen mit einzelnen Atomen auf Oberflächen darstellt.
Auf dem Gebiet der magnetischen Datenspeicherung hat IBM ein Scanning-Tunnelmikroskop entwickelt, das bei sehr niedrigen Temperaturen funktioniert (≈ 4 K). Damit sollen erfolgreiche Versuche durchgeführt worden sein, einzelne Atome in ihrer Spin-(magnetischen)-Ausrichtung in einer Magnetschicht zu verändern und gezielt zu beeinflussen. Die Methode wird Spin-Anregungs-Spektroskopie (Spin-Excitation-Spektroskopie) genannt.

## Geschichte
Das erste erfolgreiche Experiment zum Nachweis eines abstandsabhängigen Tunnelstromes konnte am 18. März 1981 im IBM-Forschungslabor in Rüschlikon (CH) durchgeführt werden. Die beiden Physiker Gerd Binnig (Deutschland) und Heinrich Rohrer (Schweiz), die das Experiment durchführten und das Rastertunnelmikroskop letztlich auch zum einsetzbaren Instrument machten, erhielten hierfür 1986 den Nobelpreis für Physik. Ferner waren auch Christoph Gerber und Edmund Weibel an der Entwicklung beteiligt.
Es gibt aber schon frühere Arbeiten auf diesem Gebiet, in denen die wesentlichen Aspekte eines RTM/STM demonstriert wurden – insbesondere das Auftreten eines Tunnelstromes. Dieses Gerät wurde von Russel Young, John Ward und Fredric Scire Ende der 1960er Jahre als sog. Topografiner entwickelt. Es gab jedoch bürokratische und technische Schwierigkeiten, beispielsweise störten die Vibrationen der Klimaanlage die Messungen. Das Nobelpreiskomitee erkannte jedoch später ihre Leistungen an.
Das Rastertunnelmikroskop ist der Vater aller anderen Rastersondenmikroskope. In der Folgezeit wurden vor allem das Rasterkraftmikroskop (atomic force microscope, AFM) und das optische Rasternahfeldmikroskop (scanning near-field optical microscope, SNOM) entwickelt, welche sich einer anderen atomaren Wechselwirkung bedienen. Die Entwicklung aller dieser Rastersondenmikroskope war ein wesentlicher Schritt in Richtung der Nanowissenschaften, da man mit ihnen auf recht einfache und vergleichsweise preiswerte Art und Weise nanoskopische Objekte (Objekte, die kleiner sind als die Lichtwellenlänge von 400 bis 800 nm) beobachten und darüber hinaus auch manipulieren kann.
Ferner hat die Rastertunnelmikroskopie wesentlich zur Veranschaulichung der Quantenmechanik beigetragen. Anfang der 1990er Jahre wurden sogenannte Quantum Corrals erzeugt und gemessen. Quantum Corrals sind einfache geometrische Quantensysteme auf Oberflächen. Anhand dieser Quantum Corrals konnte extrem anschaulich die Analogie zwischen Elektronenwellen und Wasserwellen dargestellt werden, was eine bis dahin nicht vorhandene direkte Bestätigung der Quantenmechanik im Realraum ist. Die Abbildungen dieser Quantum Corrals gehen inzwischen um die Welt: Sie sind die am meisten dargestellten RTM-Bilder in Büchern und darüber hinaus auch in Tageszeitungen zu finden. Solche Bilder, ihre Interpretation und Wirkung sind inzwischen sogar Forschungsgegenstand der Bildwissenschaften (vergleiche Horst Bredekamp) und der Kunstgeschichte.
Die Rastertunnelmikroskopie ist wie die optische Mikroskopie oder die Rasterelektronenmikroskopie eine im Realraum abbildende Technik, die sich nur in der Reichweite der dabei ausgenutzten physikalischen Prozesse unterscheidet. Daher eignet sich die Rastertunnelmikroskopie insbesondere, um atomare Prozesse der Oberflächenphysik und der Oberflächenchemie (Nobelpreis für Chemie 2007, Gerhard Ertl) zugänglich zu machen.
Die Rastertunnelmikroskopie unterscheidet sich wesentlich von bisherigen Techniken der Oberflächenphysik und -chemie, die auf Streuprozesse angewiesen waren, wie zum Beispiel der Streuung von Elektronen (RHEED-Streuung hochenergetischer Elektronen, Low-Energy-Electron-Diffraction-Rückstreuung niederenergetischer Elektronen) oder der Heliumstreuung. Letztere sind durch die Wellenlänge der genutzten Teilchen begrenzt und bilden durch konstruktive und destruktive Interferenz nur periodische Strukturen ab. Dabei ist insbesondere der Zugang zu Effekten an nichtperiodischen Strukturen, insbesondere Defekten an Störstellen oder atomaren Stufen, wie sie gerade für katalytische Prozesse eine wesentliche Rolle spielen, sehr unvollständig.

## Abwandlungen der Rastertunnelmikroskopie
- Ballistische Elektronenemissionsmikroskopie
- Elektrochemische Rastertunnelmikroskopie
- Lichtemissions-Rastertunnelmikroskopie
- Rastertunnelpotentiometrie
- Spinpolarisierte Rastertunnelmikroskopie